# 마재초등학교
마재초등학교는 대한민국 광주광역시 서구 금호동에 있는 초등학교다.

## 학교 연혁
- 2000. 09. 01 마재초등학교 개교
- 2005. 02. 14 열린교실 칸막이 시설공사
- 2006. 03. 02 관리실(교장실, 교감실, 행정실, 방송실)이설
- 2019. 03. 01 학습도움실 신설
- 2019. 04. 08 상자텃밭 운영(광주광역시 농업기술센터)
- 2019. 10. 30 디지털 방송시스템 구축
- 2019. 12. 20 유치원 담장 펜스 공사
- 2020. 01. 07 제20회 졸업식 (졸업생:99명),(총졸업생:2818명)
- 2020. 02. 27 교무실 이전(본관동)
- 2020. 04. 01 본관 옥상 및 유치원 지붕 누수 공사
- 2020. 07. 30 교내 외벽 시계를 디지털 GPS 수신용으로 교체
- 2020. 08. 07 반응형 홈페이지 리뉴얼

## 참고 자료
- 마재초등학교 - 한국교육학술정보원 학교알리미